# Ceratozetes problematicus
Ceratozetes problematicus är en kvalsterart som beskrevs av Sandór Mahunka 1982. Ceratozetes problematicus ingår i släktet Ceratozetes och familjen Ceratozetidae. Inga underarter finns listade i Catalogue of Life.